# Arica
Arica je pristaniško mesto na skrajnem severu Čila. Leži ob izlivih rek Lluta in Río San José de Azapa, nekaj več kot 2000 km severno od Santiaga in 18 km južno od meje s Perujem. Leta 2005 je štela okoli 186.000 prebivalcev. Z 0,8 mm padavin na leto je eno najbolj suhih mest na svetu.

## Zgodovina
Okolico Arice, predvsem rodovitno dolino Azapa, so pred približno 10.000 leti poselili Činčori, ki so trgovali z ljudstvi na Altiplanu. Leta 1450 je območje današnjega mesta bilo priključeno inkovskemu imperiju, leta 1536 pa ga je »odkril« in zavojeval Diego de Almagro. Današnje mesto je 25. aprila 1541 ustanovil Lucas Martínez Begazo in ga priključil perujskemu podkraljestvu. Kmalu zatem je mesto  postalo pomembno za izvoz srebra iz novoodkritih rudnikov v Potosiju.
V 17. stoletju so jo večkrat ogrozili angleški pirati. 5. novembra 1680 je bil z velikimi žrtvami odbit napad Bartholomewa Sharpa, 9. februarja 1681 pa jo je neuspešno napadel še John Watling. 
V začetku 19. stoletja je Arica postala del neodvisnega Peruja. 13. avgusta 1868 jo je močno poškodoval cunami. 9. maja 1877 jo je prizadel še potres. Ko so v Atacami začeli kopati nitrate, se ji je pomen znova povečal.
7. junija 1880 je na ariški vzpetini El Morro de Arica nad središčem mesta prišlo do ene odločilnih bitk solitrne vojne. Čilenski polkovnik Pedro Lagos se je ob podpori mornarice s 4.000 vojaki povzpel na grič, ki ga je branil perujski polkovnik Francisco Bolognesi z okoli 2.000 vojaki. Spopad, v katerem je padlo 474 Čilencev in okoli 1000 Perujcev z Bolognesijem vred, se je v eni uri končal s čilensko zmago. Arica je tako padla pod čilensko zasedbo. Po mirovnem sporazumu s Perujem bi moral po 10 letih o nadaljnji usodi mesta odločiti plebiscit, o katerem pa se državi nikdar nista zmogli dogovoriti. Leta 1929 je bil s posredništvom Herberta Hooverja sklenjen nov sporazum, s katerim je Čile vrnil Peruju ravno tako zasedeno Tacno in dokončno dobil Arico. Poleg že prej obstoječe železniške povezave s Tacno je Čile v skladu z mirovnim sporazumom zgradil še železnico do bolivijskega La Paza.

## Znamenitosti
Arica predstavlja izhodišče do bližnjih dolin Lluta in Azapa, kjer so se ohranili številni prazgodovinski ostanki, vključno z najstarejšimi znanimi ohranjenimi mumijami na svetu.
Na vrhu 110 m visokega griča El Morro de Arica, ki je tudi razgledna točka na okolico, danes stoji nekaj spomenikov na bitko solitrne vojne, večino jih je dal postaviti Augusto Pinochet.
Francoski inženir Gustave Eiffel je po naročilu perujskega predsednika Joséja Balte naredil dve zgradbi, ki so ju sestavili v Franciji in nato prepeljali v takrat perujsko Arico. Cerkev sv. Marka, ki je v celoti zgrajena iz železa in so jo postavili leta 1876. Že leta 1874 je bilo postavljeno ogrodje nekdanje carinarnice in nato obzidano z opeko. Zgradba danes služi umetniškim razstavam.
Zelo priljubljene so tudi plaže v okolici »mesta večne pomladi«.